# Сансак-де-Мармьес
Санса́к-де-Мармье́с (фр. Sansac-de-Marmiesse, окс. Sansac de Marmiesse) — коммуна во Франции, находится в регионе Овернь. Департамент — Канталь. Входит в состав кантона Орийак-2. Округ коммуны — Орийак.
Код INSEE коммуны — 15221.
Коммуна расположена приблизительно в 450 км к югу от Парижа, в 115 км юго-западнее Клермон-Феррана, в 9 км к юго-западу от Орийака.

## Население
Население коммуны на 2008 год составляло 1277 человек.
| 1962 | 1968 | 1975 | 1982 | 1990 | 1999 | 2008 |
| ---- | ---- | ---- | ---- | ---- | ---- | ---- |
| 354  | 349  | 523  | 829  | 1076 | 1101 | 1277 |

## Экономика
В 2007 году среди 865 человек в трудоспособном возрасте (15—64 лет) 643 были экономически активными, 222 — неактивными (показатель активности — 74,3 %, в 1999 году было 73,2 %). Из 643 активных работали 603 человека (325 мужчин и 278 женщин), безработных было 40 (13 мужчин и 27 женщин). Среди 222 неактивных 59 человек были учениками или студентами, 97 — пенсионерами, 66 были неактивными по другим причинам.

## Достопримечательности
- Церковь Сен-Совёр (XV—XVI века). Памятник истории с 1927 года[3]
- Замок Вейриер (XIII век). Памятник истории с 1987 года[4]

## Фотогалерея

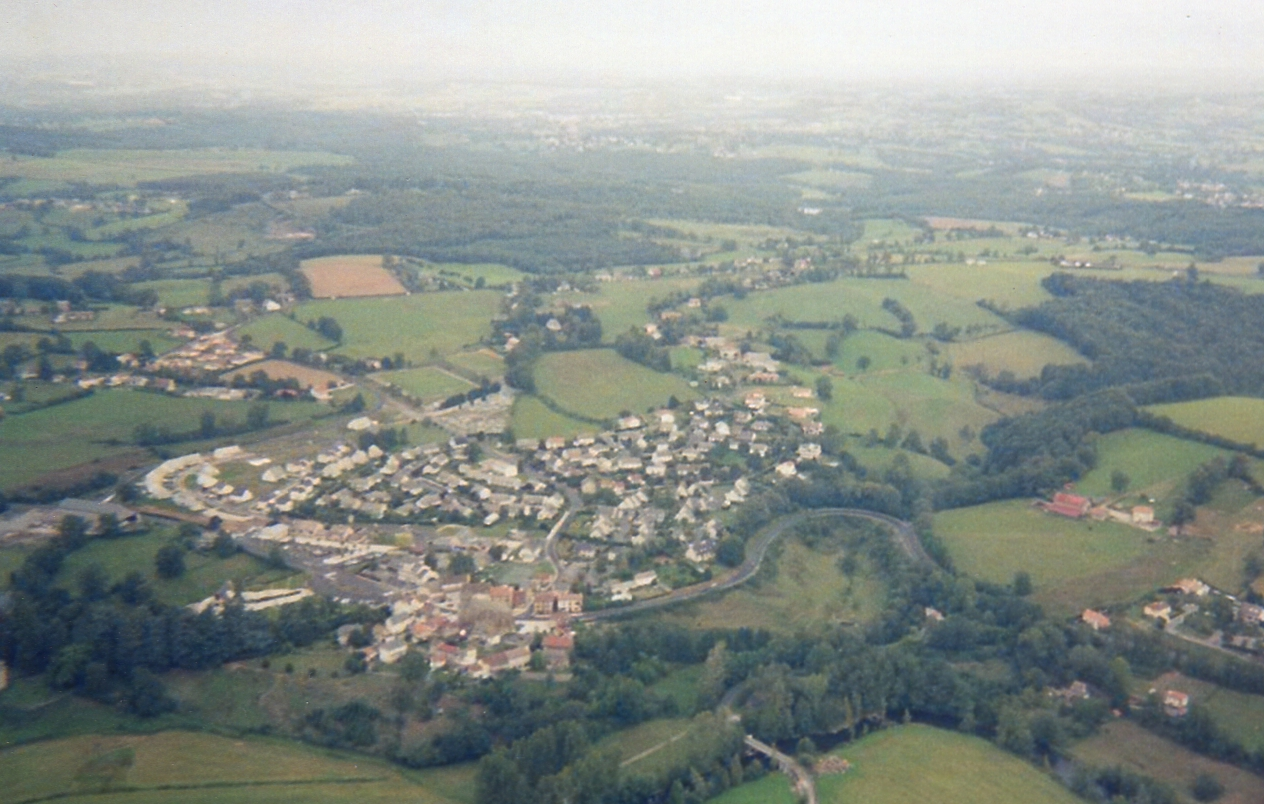
Сансак-де-Мармьес
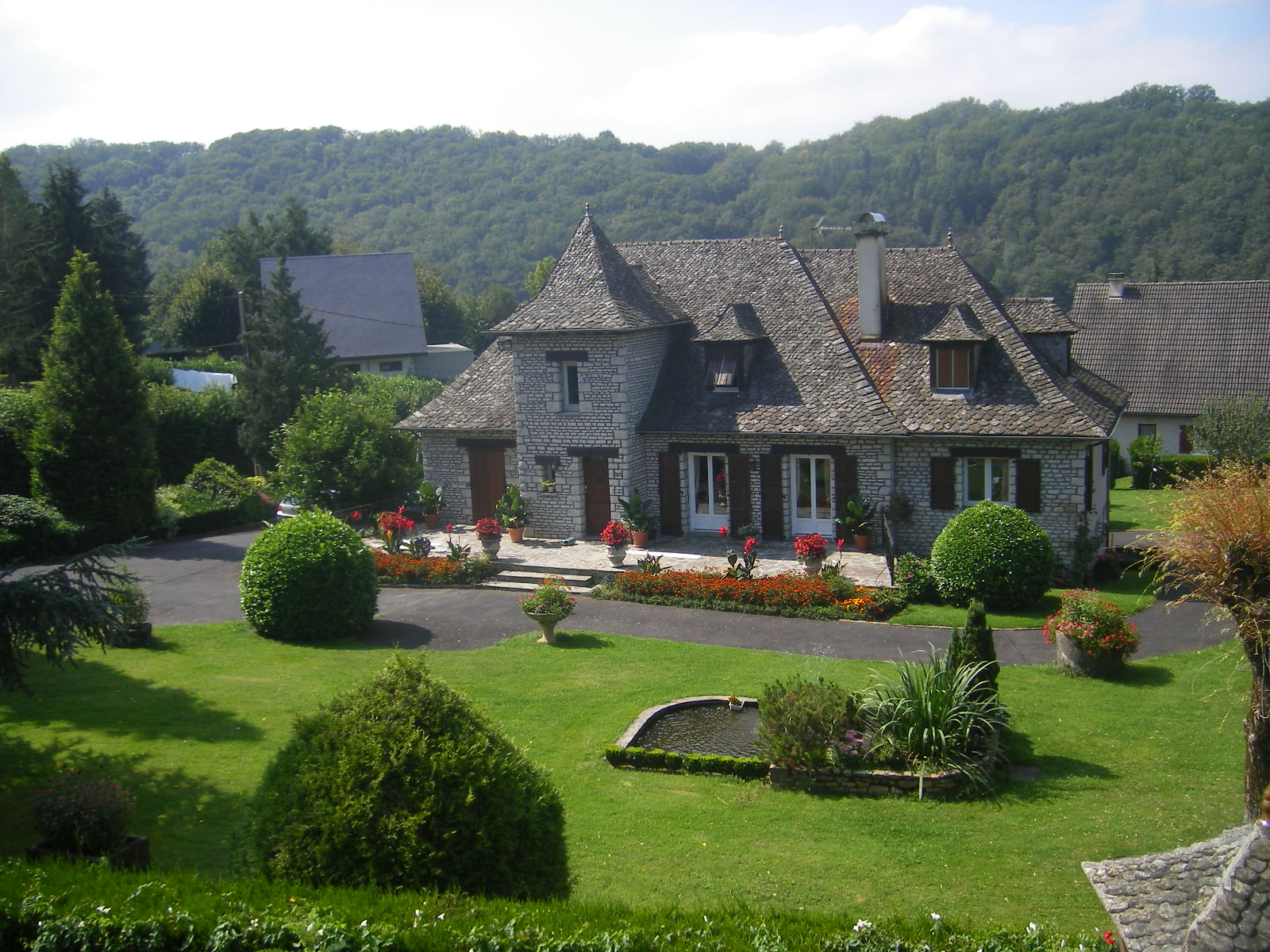
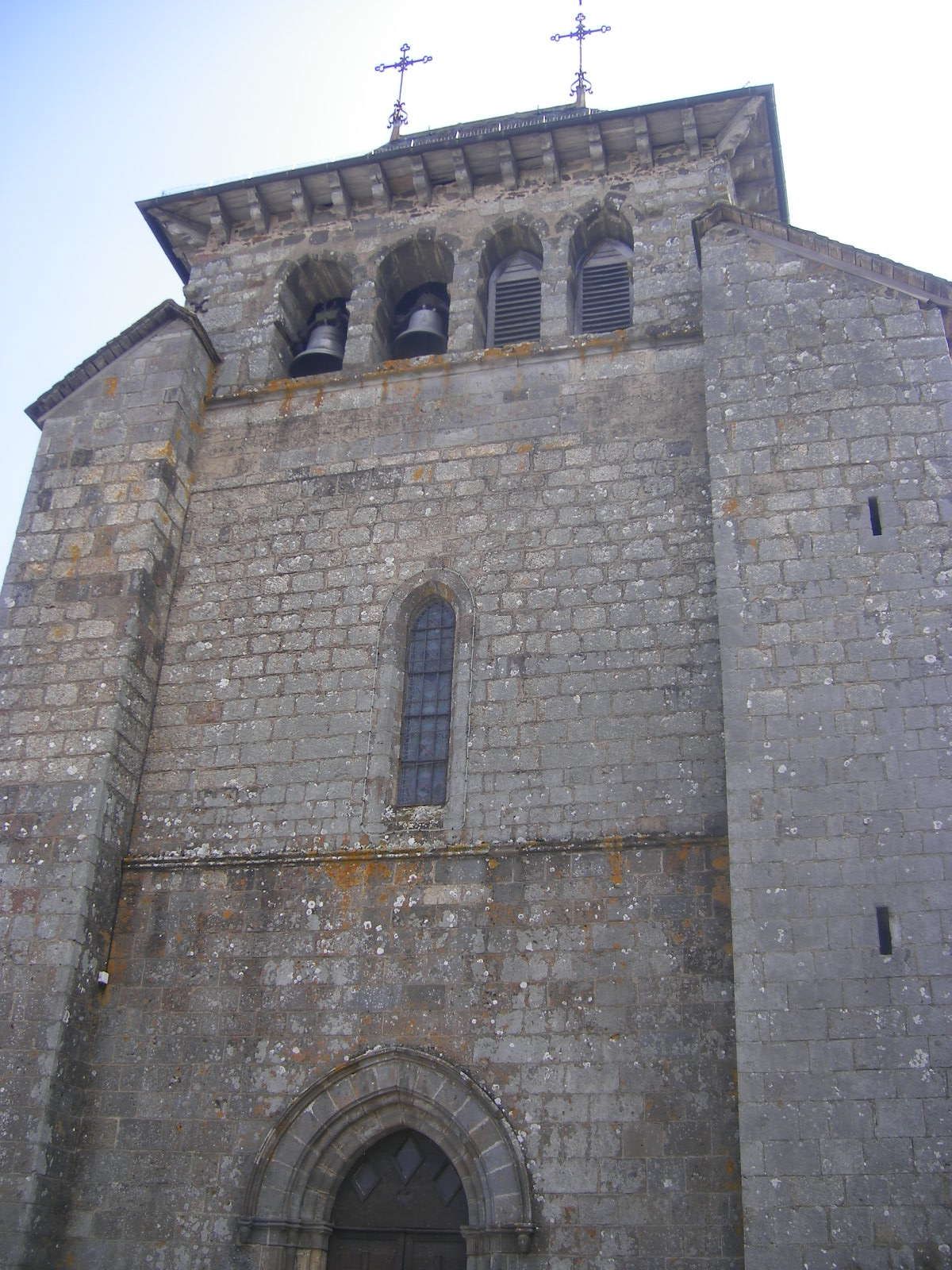
Церковь Сен-Совёр
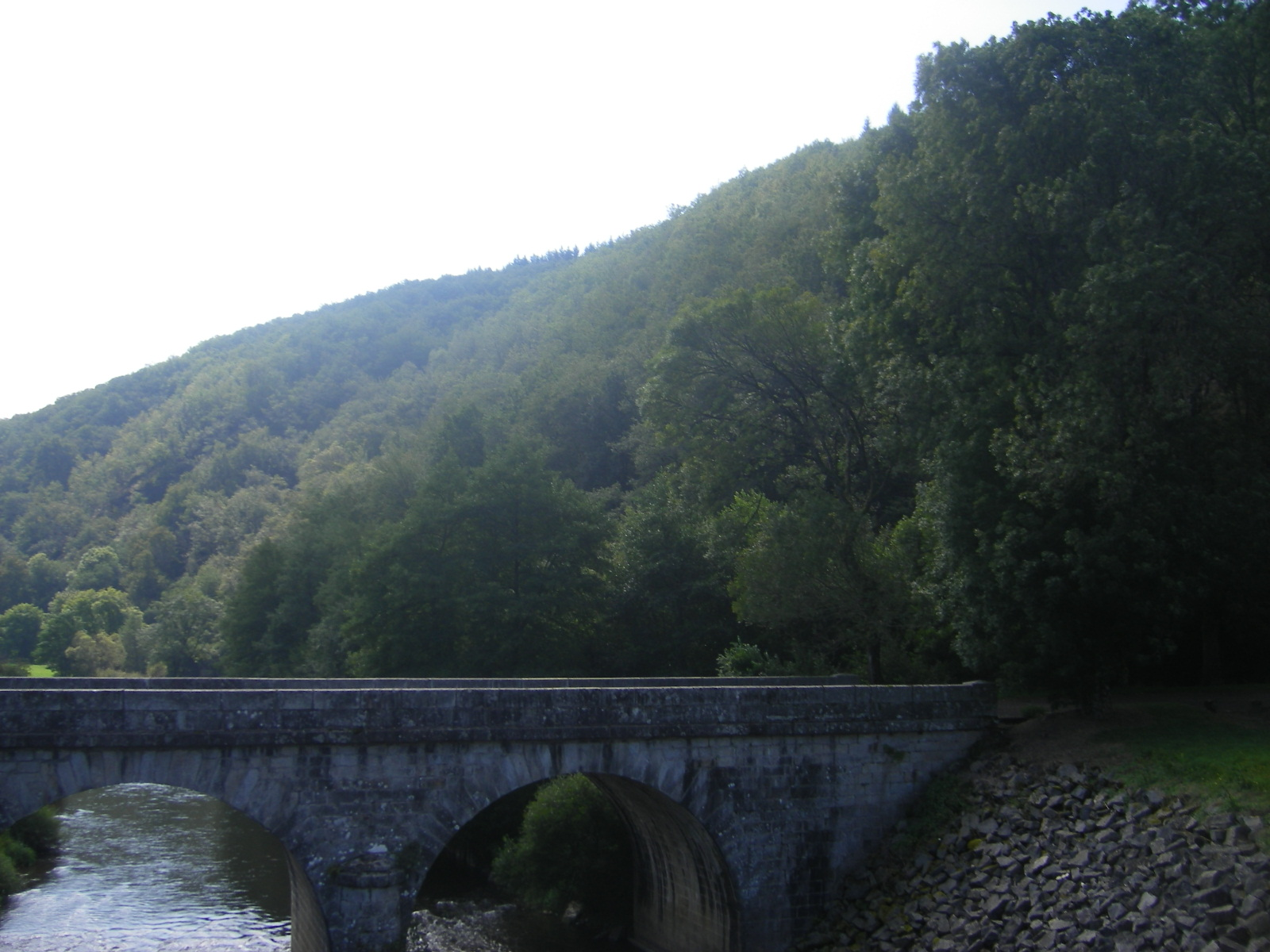
Мост Лоран